# В тиха вечер
„В тиха вечер“ е български игрален филм (военен, драма) от 1960 година на режисьора Борислав Шаралиев, по сценарий на Емилиян Станев. Оператор е Стоян Злъчкин. Художник е Неделчо Нанев. Музиката във филма е композирана от Лазар Николов.
Сценарият е написан по едноименната новела на Емилиян Станев.

## Актьорски състав
В ролите:
- Любомир Димитров – Антон
- Невена Коканова – Бойка
- Борислав Иванов – Пащрапанов
- Никола Динев – полицейският началник
- Светослав Карабойков (като Светослав Карабоиков) – обущарчето
- Коста Цонев – капитана
- Донка Чакова – селянката
- Никола Дадов – Дерменски
- Хари Тороманов (като Харалампи Тороманов) – Калчо
- Иван Братанов – бай Васил
- Веселин Симеонов – Стамо
- Ганчо Ганчев – командира на отряда
- Иван Тонев – политкомисарят
- Християн Русинов – старшията

В епизодите:
- Н. Кръстев
- Трифон Джонев (като Тр. Джонев) – бай Трифон, охраняващия полицай
- Н. Деянов
- Мария Стефанова (като М. Стефанова)
- Й. Димитров
- Ч. Дюлгеров
- Георги Попов (не е посочен в надписите на филма) – бръснаря
- граждани и гражданки на град Елена